# Kapkummel
Kapkummel, Merluccius capensis, är en torskartad fisk som förekommer i Atlanten på mellan 50 och 1000 meters djup (framför allt mellan 150 och 450 m). Fisken blir ungefär 50 cm lång. De största exemplaren når en längd av 120 cm.
Utbredningsområdet ligger vid Afrikas kustlinje från centrala Angola till Port Elizabeth.
Honor kan para sig under hela året med de flesta ägg läggs under varma årstider. Unga individer som är upp till 15 cm långa äter främst kräftdjur som lysräkor och prickfiskar. Äldre exemplar jagar större fiskar. Hos arten förekommer kannibalism. Kapkummel är vanlig föda för sydafrikansk pälssäl.
IUCN listar arten som livskraftig (LC).